# Ždírec nad Doubravou
Ždírec nad Doubravou település Csehországban, a Havlíčkův Brod-i járásban. Ždírec nad Doubravou Vysočina, Slavíkov, Hlinsko, Vítanov, Všeradov, Sobíňov, Krucemburk és Podmoklany településekkel határos. Lakosainak száma 3113 fő (2024. január 1.).

## Népesség
A település lakosságának változását az alábbi diagram mutatja:
| Lakosok száma | 2201 | 2542 | 2588 | 2078 | 2852 | 2783 | 3143 | 3104 | 3083 | 3113 |
|               | 1869 | 1890 | 1921 | 1950 | 1980 | 2001 | 2017 | 2019 | 2022 | 2024 |